# Friedrich von Attems
Hrabě Friedrich von Attems, celým jménem Friedrich Maria Ferdinand Ignaz Franz Alois Veit Felix Athanasius von Attems (8. srpna 1818 Štýrský Hradec – 21. září 1901 Štýrský Hradec), byl rakouský šlechtic a politik ze Štýrska, v 2. polovině 19. století poslanec Říšské rady.

## Biografie
Jeho bratrem byl hrabě a dědičný člen Panské sněmovny (horní komora Říšské rady) Ferdinand von Attems. Friedrichovi patřila panství Oberkindberg, Hart, Lichtenegg, Wurmberg a Pettau ve Štýrsku (zčásti na území dnešního Slovinska). Po delší dobu působil ve státních službách, od roku 1845 byl c. k. komorníkem. Byl členem johanitského řádu coby čestný rytíř.
Po obnovení ústavního života v Rakousku byl aktivní i politicky. V roce 1861 a opět 31. ledna 1867 byl zvolen na Štýrský zemský sněm za kurii velkostatkářskou. Zemský sněm ho následně 23. února 1867 zvolil do Říšské rady (tehdy ještě volené nepřímo) za Štýrsko.
Od roku 1862 byl správcem Attemsova panství Kindberg hudební skladatel Jakob Eduard Schmölzer